# Arturo Arias (escritor)
Arturo Arias (Ciudad de Guatemala, 1950) es un novelista y crítico guatemalteco. Sus primeros años de vida estuvieron marcados por el derrocamiento de la democracia en 1954 y las consiguientes dictaduras militares y rebeliones civiles. Estas experiencias, junto con una visita a los campos de refugiados en la frontera entre Guatemala y México en 1982, despertaron su dedicación a los pueblos y los derechos indígenas e inspiraron su investigación académica.

## Biografía
Es profesor John D. y Catherine T. MacArthur de literatura hispanoamericana del siglo XX en la Universidad de California en Merced. Ha impartido cursos de especialización en: literatura centroamericana; literaturas indígenas; teoría social y crítica; raza, género y sexualidad en sociedades poscoloniales; estudios culturales y enfoques etnográficos. Anteriormente enseñó en la Universidad Estatal de San Francisco, la Universidad de Redlands en el sur de California y la Universidad de Texas en Austin, donde fue profesor Tomás Rivera Regents de Lengua y Literatura Españolas. Es expresidente de la Asociación de Estudios Latinoamericanos. Obtuvo un doctorado en sociología de la literatura por L'Ecole des Hautes Etudes de París, Francia, en 1978.
Ha obtenido varias becas prestigiosas: el Guggenheim (Fundación en Memoria de John Simon Guggenheim), el Hood (Universidad de Auckland) y el Martha Sutton Weeks (Centro de Humanidades de Stanford), así como distinguidos puestos como visitante en Princeton, Tulane y la Universidad de Oregon.
Ha publicado numerosas novelas, así como libros académicos y artículos de revistas, en inglés y español. Recibió el Premio Casa de las Américas por su novela Itzam Na (1981), el Premio Anna Seghers por su novela Jaguar en llamas (1990) y el Premio Casa de las Américas de ensayo por su libro Ideología, Literatura y Sociedad durante la Revolución Guatemalteca, 1944-1954 (1979). En 2008, fue homenajeado con el Premio Nacional Miguel Ángel Asturias a la Trayectoria en las Letras en Guatemala.
Sus libros en inglés incluyen Recuperando huellas perdidas: narrativas mayas contemporáneas. Tomos 1 y 2, La polémica Rigoberta Menchú, Tomando la palabra: la literatura y los signos de Centroamérica, Después de las bombas y La serpiente de cascabel.

## Libros de ficción

### Cuentos
- En la ciudad y en las montañas. Guatemala City: Impresos industriales, 1975.

### Novelas
- Después de las bombas. Guatemala City: F&G Editores, 1979.
- Itzam Na. Havana: Casa de las Américas, 1981.
- Jaguar en llamas: Guatemala City: Editorial Cultura, Ministerio de Cultura y Deportes,1989.
- Los caminos de Paxil. Guatemala City: Editorial Cultura, Ministerio de Cultura y Deportes, 1991.
- Cascabel. Guatemala City: Artemis & Edinter, 1998.
- Sopa de caracol. Guatemala City: Santillana, 2002.
- Arias de don Giovanni. Guatemala City: F&G Editores, 2010.
- El precio del consuelo. Guatemala City: F&G Editores, 2017.

## Obras traducidas al inglés

### Novelas traducidas al inglés
- Arias, Arturo (1990), After the Bombs, Willimantic, CT: Curbstone, ISBN 978-0-915306-88-6.. Trans. Asa Zatz.
- Arias, Arturo (2003), Rattlesnake, Willimantic, CT: Curbstone Press  ISBN 978-1-931896-01-6 Trans. Sean Higgins and Jill Robbins. (spy thriller)

### Libros de crítica literaria traducidos al inglés
- Arias, Arturo (2001), The Rigoberta Menchú Controversy, Minneapolis: University of Minnesota Press, ISBN 978-0-8166-3626-6..
- Arias, Arturo (2007), Taking their Word: Literature and the Signs of Central America, Minneapolis: University of Minnesota Press, ISBN 978-0-8166-4849-8.
- Arias, Arturo (2018). Recovering Lost Footprints: Contemporary Maya Narratives. Volumes 1 and 2. SUNY Press.

## Premios
- Premio Anna Seghers por su novela Jaguar en llamas (1990)
- Premio Casa de las Américas por su novela Itzam-Na (1981)
- Premio Casa de las Américas por su ensayo Ideologías, literatura y sociedad durante la revolución guatemalteca 1944-1954 (1979)
- Premio Nacional Miguel Ángel Asturias a la Trayectoria en las Letras (2008)
- Becario Guggenheim (2020)[6][7]